# Хождение игумена Даниила

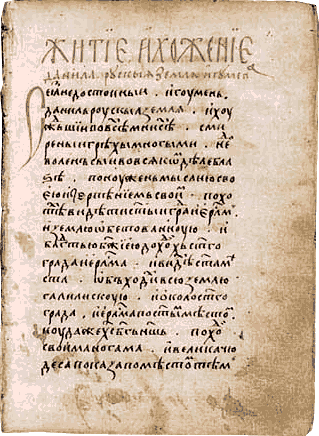
Фрагмент книги «Житие и хожение игумена Даниила из Русской земли»

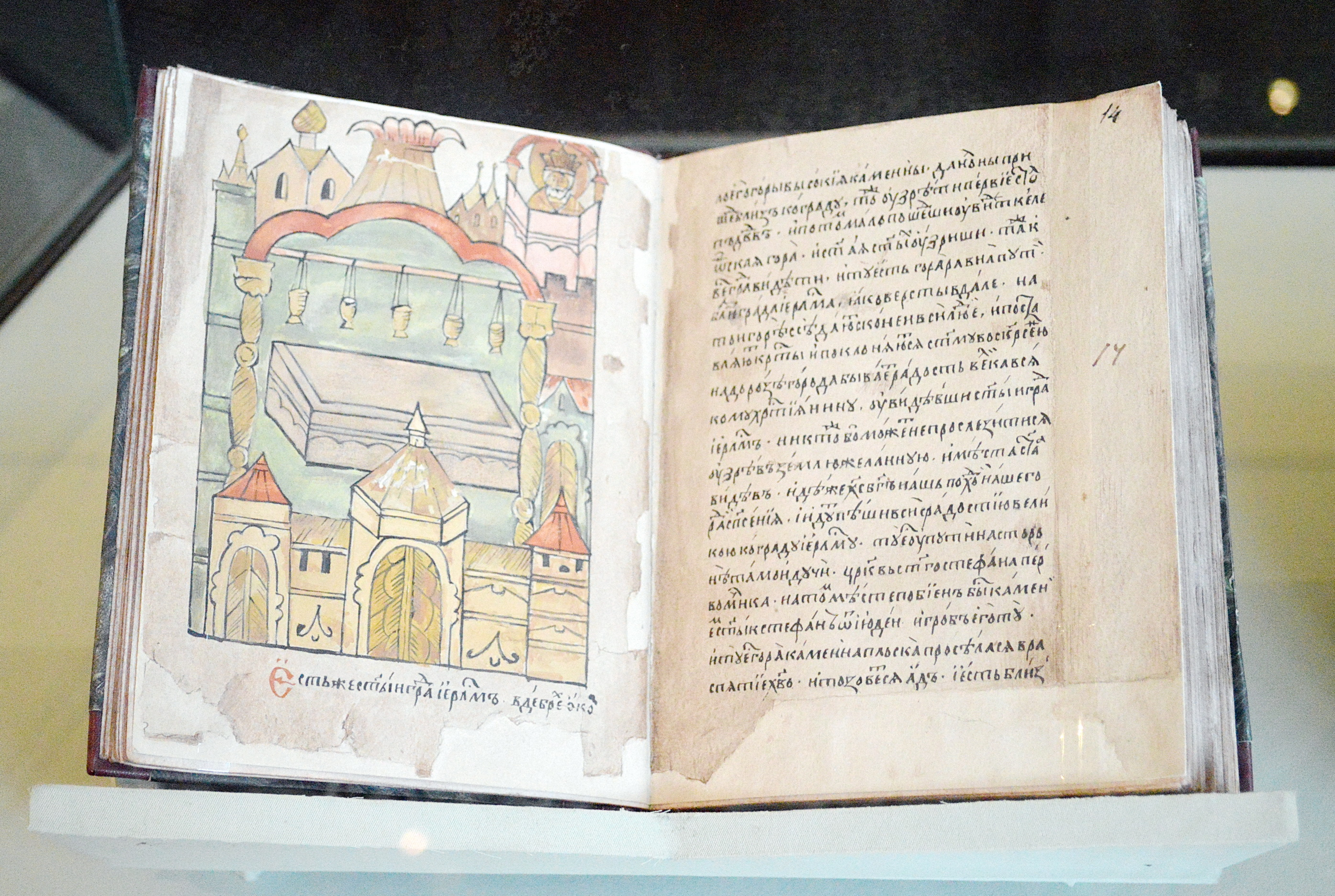
Хожение игумена Даниила, список первой половины XVII века.

«Житие́ и хожде́ние игу́мена Дании́ла из Ру́сской земли́» (Житие и хожение Даниила, Русьскыя игумена) — памятник паломнической литературы Киевской Руси XII века в жанре хождений, посвящённый путешествию в Святую землю игумена Даниила, которое было осуществлено им в начале XII века.
Одно из древнейших русских описаний паломничества в Святую землю, которое послужило образцом для последующих описаний, а также является одним из наиболее заметных произведений древнерусской литературы в целом.
«Хождение…» было очень популярным на Руси, сохранилось более 150 его списков.
В центре внимания произведения — описание христианских святынь. Одновременно изображены быт местного населения — мусульман и христиан, рассказывается о земледелии, скотоводстве, садоводстве, рыболовстве.
Книга состоит из многих коротких глав (разделов), среди них:
- О пути в Иерусалим
- О Ефесе граде
- О Патме острове
- О Кипрьстем острове
- О горе, идеже Святая Елена крест поставила
- О Финияне
- О горе Армаф
- О Иерусалиме
- О церкви воскресения Господня
- О месте среди земля, идеже распяться Христос
- О месте лобном
- О жертвенице Аврамове
- О столпе Давыдове
- О дому Уриеве
- О веси Вифание
- О веси Гепсимание
- О месте гроба Святыа Богородица
- О пещере, идеже предан бысть Христос
- О Вифлеоме
- О горе Хевроне
- О Кеесарии Филипове
- О Галилеи и о мори Тивириадьстем
- О Самарии
- О Иордане реце и другое

Большое количество экономических и географических данных выгодно отличает «Хождение» от других описаний Палестины.
«Житие и хождение игумена Даниила из Русской земли» можно рассматривать как первое историческое литературное произведение, где отражен уровень знаний образованных людей Древней Руси об экономической географии других стран.
Существуют два французских, немецкий и английский переводы, изданные в XIX веке.